# 高道素
高道素（？—1629年），原名高斗光，字明水，改名道素，號玄期。浙江嘉興府嘉興縣人。明末政治人物。

## 生平
萬曆三十一年（1603年）癸卯科浙江鄉試舉人，四十七年（1619年）中式己未科二甲三十二名進士，大理寺觀政，天啟元年（1621年），除工部虞衡司主事，調營繕司，奉敕偕內臣黃用，在衡州督造桂王朱常瀛府第。天啟七年（1627年）秋，兩殿落成。崇禎元年（1628年）六月，還朝序功，遷屯田司郎中。崇禎二年（1629年）三月初三日，桂府寢殿因雷風傾圮。崇禎帝命逮高道素下獄，刑部先後擬發配、遣戍，但上怒未解，屢讞屢駁。同年九月棄市。

## 家族
八世祖高巽志，明初文人。曾祖高銘。祖父高文登，舉人，官山東膠州知州。父高林。
子高承埏，崇禎庚辰進士。